# ソネラ・スタジアム
ボルト・アレーナ（Bolt Arena）はフィンランドのヘルシンキにあるサッカー専用競技場。

## 概要
2000年にフィンエアー・スタジアムとして完成。完成当初からHJKヘルシンキとサッカーフィンランド代表の試合がここで行われている。隣接するオリンピアスタディオンもあるが、キャパは10,770名収容である。また、2003 FIFA U-17世界選手権、2009年の女子ユーロの会場でもあった。2010年8月に命名権満了に伴い、ソネラが新たに命名権を取得した。